# Honda NR
Con la sigla NR (a seconda delle versioni sigla di New Road o New Racing) vengono identificati alcuni modelli di motocicletta prodotti dalla casa giapponese Honda, caratterizzati dalla presenza di un particolare pistone ovale.

## Storia

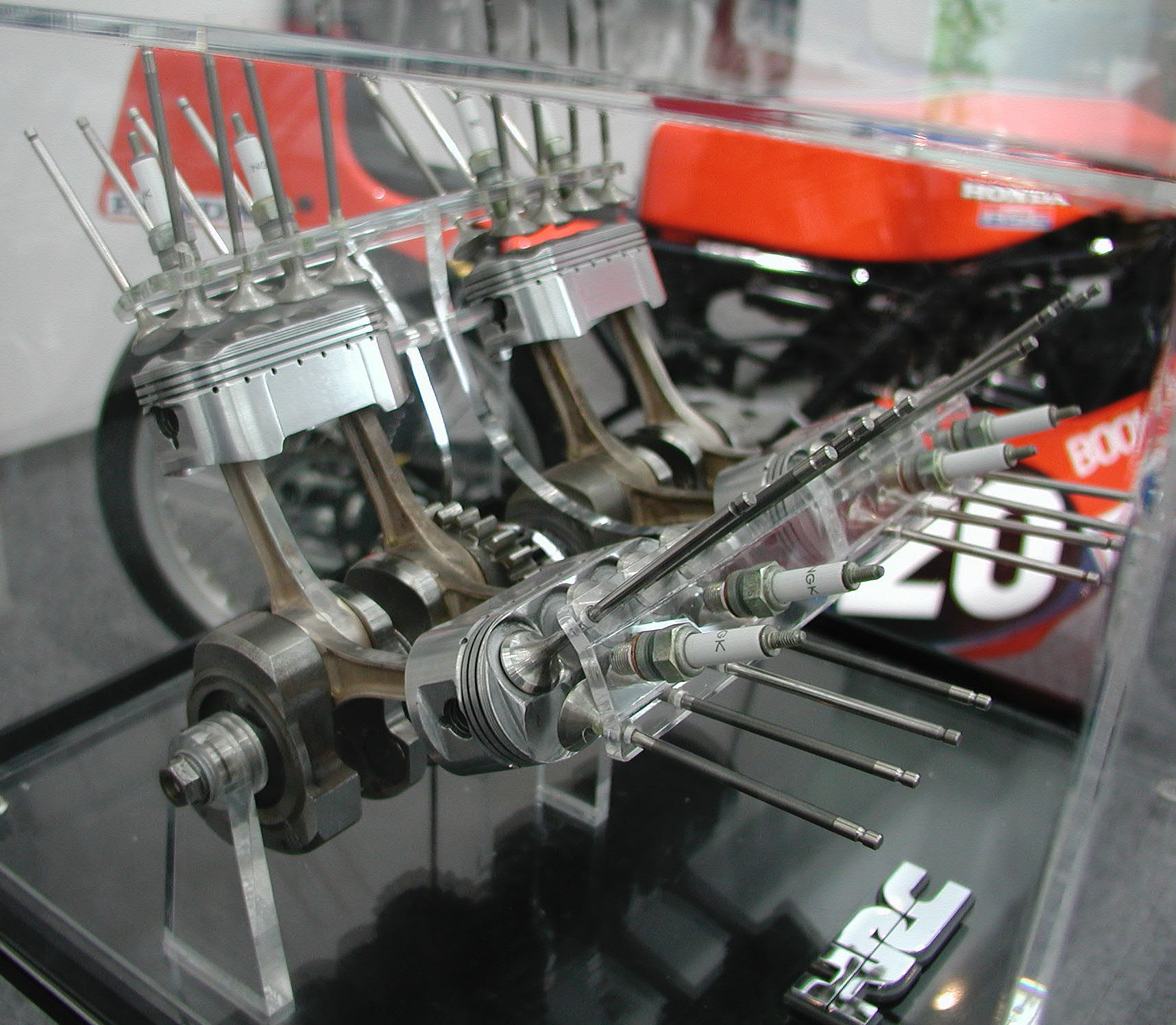
Spaccato del motore a pistoni ovali

Dopo alcuni anni di assenza dalle gare del motomondiale, la casa giapponese, in parte ispirandosi all'otto cilindri della Moto Guzzi di cui era apprezzato lo studio teorico del plurifrazionamento ma che non poteva essere replicato visto che il regolamento in atto dal 1970 vietava i motori con più di 4 cilindri, progettò un motore quadricilindrico a pistoni ovali (ottenuti dalla fusione di due singoli pistoni in un unico pezzo), dotati ognuno di due bielle e di due candele.
I motivi che forse hanno spinto Honda ad adottare questo schema motoristico, non erano dati solo dal maggior numero di valvole a disposizione, ma anche e soprattutto per gli innumerevoli vantaggi della forma ovale che garantiva un maggiore sfruttamento dei volumi delle camere di combustione, un contenimento delle vibrazioni e delle forze torcenti distribuite in modo migliore sull'albero motore.
Tra le altre cose la NR rappresentò anche il tentativo di ritorno alle motorizzazioni a 4 tempi in un periodo in cui le competizioni erano dominate dalle due tempi.

## Modello da competizione del motomondiale (classe 500)

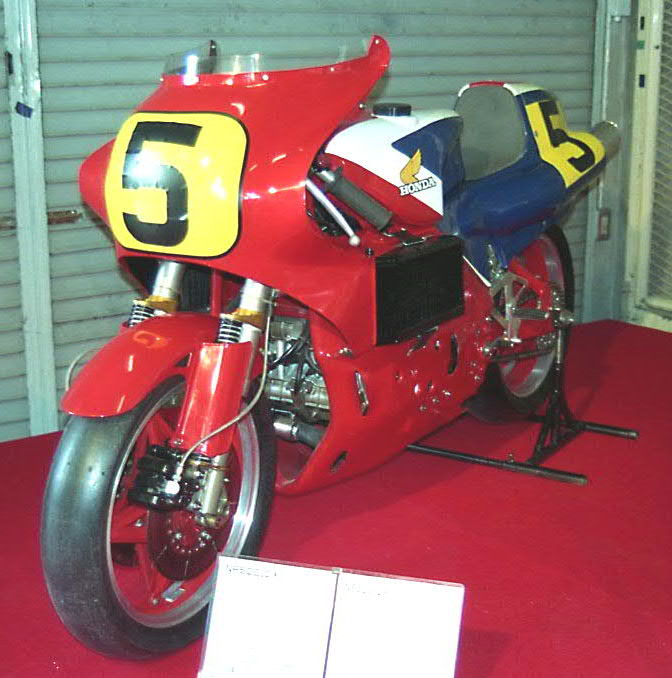
Honda NR 500 del 1979 (modello "0X")

Questa moto, utilizzata dal 1979 al 1981 nelle competizioni della Classe 500 (il debutto avvenne in occasione del GP di Gran Bretagna 1979), fu una delle poche realizzazioni sportive ad adoperare i pistoni ovali, in ambito motociclistico agonistico fu anche l'ultima, per via dei risultati finali, veramente sconfortanti visto che la moto non riuscì ad aggiudicarsi nessun punto in classifica, che sconsigliò tentativi successivi.
Questa moto era per i suoi tempi un progetto rivoluzionario, firmato da Soichiro Irimajiri: Honda presentò un motore otto cilindri a V con le camere di combustione accoppiate, in modo da funzionare come un 4 cilindri, in grado di raggiungere un limite massimo di rotazioni pari a 23.000 rpm, presentando però come contropartita una notevole inaffidabilità, dimostrata dai frequenti guasti meccanici.
Un'altra particolarità di questo modello era il telaio monoscocca, in lamierino d'alluminio da 1 mm, quindi con parte della carenatura integrata al telaio o viceversa, il perno del forcellone era sullo stesso asse del pignone della trasmissione, in modo da non interferire con la catena, le ruote erano da 16 pollici, i due radiatori erano posizionati ai lati del telaio e le forcelle avevano come caratteristica le molle esterne (a vista, posizionate davanti allo stelo).

Nel 1980 Honda, per via delle difficoltà riscontrate con il modello d'esordio ("0X") che nel GP di Francia dell'anno precedente non era riuscito neppure a qualificarsi per la gara, decise di provare un ritorno alla configurazione classica del tempo con ruote da 18 pollici, una forcella classica, un radiatore frontale e un telaio a traliccio in tubi con il modello "1X", lo sviluppo continuò con il modello "2X" del 1981 e lo sviluppo della moto anche se non partecipa al motomondiale perché sostituita dalla NS 500 nel 1982, continuo ulteriormente fino al 1983 con il modello "3X".

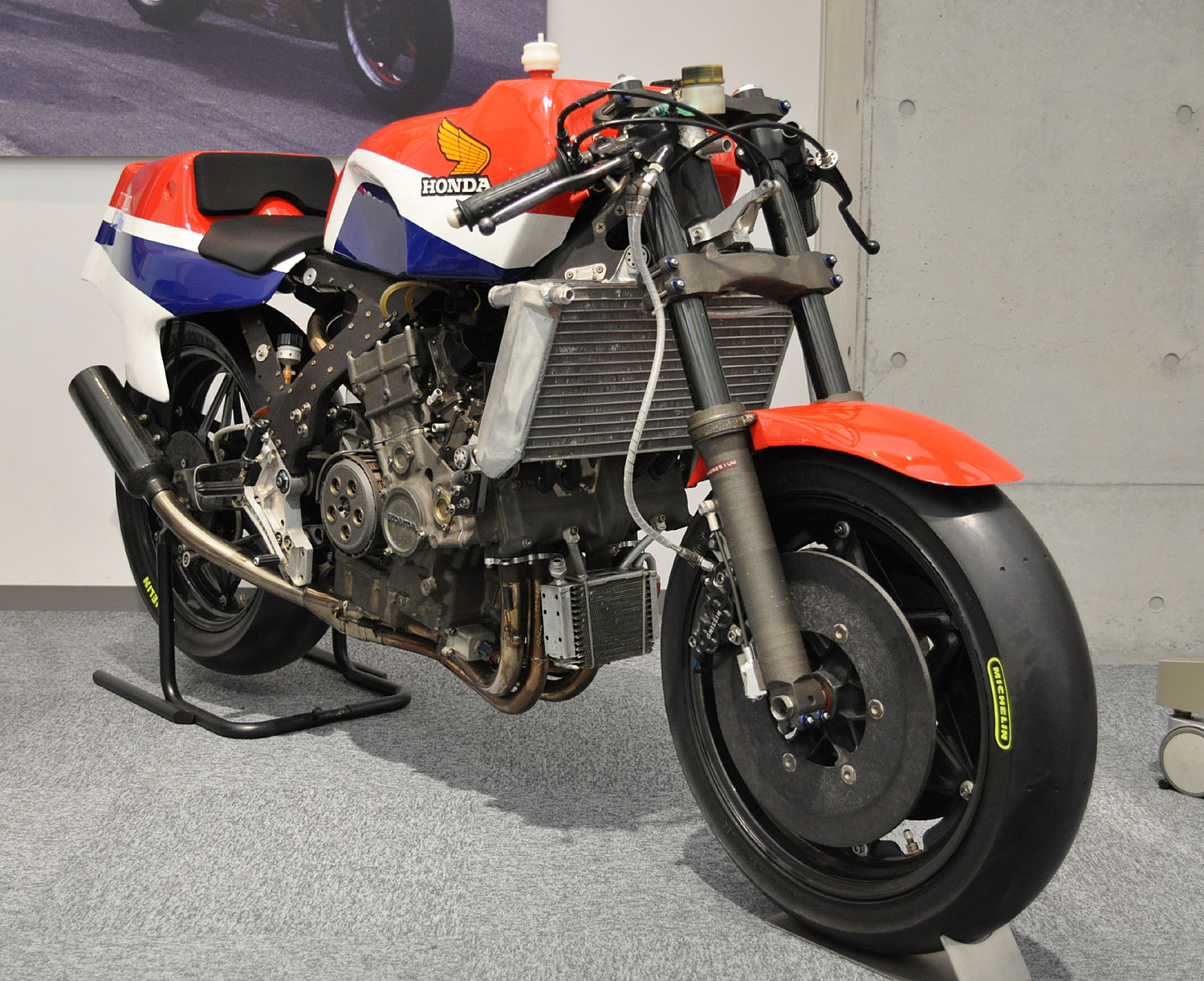
Honda NR 500 del 1983 (modello "3X") sprovvista delle carene

Nonostante questi tentativi il modello non raggiunse mai risultati di rilievo, esponendosi anche alle figuracce di arrivare a prendere fuoco dopo solo un unico giro di pista, nonché a quella di dimostrarsi la meno prestante del motomondiale.
Visti gli sforzi titanici dei tecnici della casa (essendo oltretutto una tra le due ruote più costose mai prodotte), e la fine ingloriosa del progetto, è stata anche definita come il Titanic del settore motociclistico.
Honda non continuò lo sviluppo di questi motori, dai costi oltretutto spropositati se confrontati allo sviluppo dei motori a pistoni cilindrici, passando ad un progetto totalmente nuovo e tornando anche alla motorizzazione due tempi con la Honda NS 500.
Lo sforzo di progettazione non poté neppure essere utilizzato nel settore delle quattro ruote poiché una modifica apportata dalla Federazione Internazionale dell'Automobile al regolamento del 1992, abolì l'utilizzo dei motori a pistoni ovali in Formula 1.

### Caratteristiche tecniche
| Caratteristiche tecniche - Honda NR500                                        | Caratteristiche tecniche - Honda NR500 | Caratteristiche tecniche - Honda NR500 | Caratteristiche tecniche - Honda NR500 | Caratteristiche tecniche - Honda NR500 | Caratteristiche tecniche - Honda NR500 |
| Dimensioni e pesi                                                             | Dimensioni e pesi | Dimensioni e pesi | Dimensioni e pesi | Dimensioni e pesi | Dimensioni e pesi |
| ----------------------------------------------------------------------------- | --- | --- | --- | --- | --- |
| Ingombri (lungh.×largh.×alt.)                                                 | 2020 × 610 × 1160 mm | 2020 × 610 × 1160 mm | 2020 × 610 × 1160 mm | 2020 × 610 × 1160 mm | 2020 × 610 × 1160 mm |
| Altezze                                                                       | Sella: mm - Minima da terra: 120 mm | Sella: mm - Minima da terra: 120 mm | Sella: mm - Minima da terra: 120 mm | Sella: mm - Minima da terra: 120 mm | Sella: mm - Minima da terra: 120 mm |
| Interasse:                                                                    | Interasse: | Massa a vuoto: 138 kg | Massa a vuoto: 138 kg | Serbatoio: | Serbatoio: |
| Meccanica                                                                     | | | | | |
| Tipo motore: quattro cilindri a V di 100° (a V di 90° dal 1980)               | Tipo motore: quattro cilindri a V di 100° (a V di 90° dal 1980) | Tipo motore: quattro cilindri a V di 100° (a V di 90° dal 1980) | Tipo motore: quattro cilindri a V di 100° (a V di 90° dal 1980) | Raffreddamento: a liquido | Raffreddamento: a liquido |
| Cilindrata                                                                    | 499,5 cm³ (Alesaggio 93,4 mm × 41 × Corsa 36 mm) | 499,5 cm³ (Alesaggio 93,4 mm × 41 × Corsa 36 mm) | 499,5 cm³ (Alesaggio 93,4 mm × 41 × Corsa 36 mm) | 499,5 cm³ (Alesaggio 93,4 mm × 41 × Corsa 36 mm) | 499,5 cm³ (Alesaggio 93,4 mm × 41 × Corsa 36 mm) |
| Distribuzione: bialbero, 8 valvole per cilindro                               | Distribuzione: bialbero, 8 valvole per cilindro | Distribuzione: bialbero, 8 valvole per cilindro | Alimentazione: 4 carburatori Keihin doppio corpo da 26 mm (da 28 mm nel 1980; da 30 mm dal 1981)                                                                                     | Alimentazione: 4 carburatori Keihin doppio corpo da 26 mm (da 28 mm nel 1980; da 30 mm dal 1981)                                                                                     | Alimentazione: 4 carburatori Keihin doppio corpo da 26 mm (da 28 mm nel 1980; da 30 mm dal 1981)                                                                                     |
| Potenza: 115 CV a 19.000 giri/min (1979); 130 CV a 19.000 giri/min (dal 1980) | Potenza: 115 CV a 19.000 giri/min (1979); 130 CV a 19.000 giri/min (dal 1980) | Coppia: 4,6 kgm a 16.000 giri/min | Coppia: 4,6 kgm a 16.000 giri/min | Rapporto di compressione: 11,5:1 (12,5:1 dal 1980) | Rapporto di compressione: 11,5:1 (12,5:1 dal 1980) |
| Frizione: multidisco a secco                                                  | Frizione: multidisco a secco | Frizione: multidisco a secco | Cambio: estraibile a 6 marce, comando a pedale | Cambio: estraibile a 6 marce, comando a pedale | Cambio: estraibile a 6 marce, comando a pedale |
| Accensione                                                                    | elettronica, due candele per cilindro | elettronica, due candele per cilindro | elettronica, due candele per cilindro | elettronica, due candele per cilindro | elettronica, due candele per cilindro |
| Trasmissione                                                                  | primaria a ingranaggi, finale a catena | primaria a ingranaggi, finale a catena | primaria a ingranaggi, finale a catena | primaria a ingranaggi, finale a catena | primaria a ingranaggi, finale a catena |
| Avviamento                                                                    | a spinta | a spinta | a spinta | a spinta | a spinta |
| Ciclistica                                                                    | | | | | |
| Telaio                                                                        | monoscocca in alluminio (1979); doppia culla aperta in tubi d'acciaio (1980-1981); doppia culla chiusa in tubi d'alluminio (1982); a diamante in fibra di carbonio e plastica (1983) | monoscocca in alluminio (1979); doppia culla aperta in tubi d'acciaio (1980-1981); doppia culla chiusa in tubi d'alluminio (1982); a diamante in fibra di carbonio e plastica (1983) | monoscocca in alluminio (1979); doppia culla aperta in tubi d'acciaio (1980-1981); doppia culla chiusa in tubi d'alluminio (1982); a diamante in fibra di carbonio e plastica (1983) | monoscocca in alluminio (1979); doppia culla aperta in tubi d'acciaio (1980-1981); doppia culla chiusa in tubi d'alluminio (1982); a diamante in fibra di carbonio e plastica (1983) | monoscocca in alluminio (1979); doppia culla aperta in tubi d'acciaio (1980-1981); doppia culla chiusa in tubi d'alluminio (1982); a diamante in fibra di carbonio e plastica (1983) |
| Sospensioni                                                                   | Anteriore: forcella telescopica / Posteriore: forcellone oscillante e monoammortizzatore progressivo (con sistema Pro-Link dal 1980)                                                 | Anteriore: forcella telescopica / Posteriore: forcellone oscillante e monoammortizzatore progressivo (con sistema Pro-Link dal 1980)                                                 | Anteriore: forcella telescopica / Posteriore: forcellone oscillante e monoammortizzatore progressivo (con sistema Pro-Link dal 1980)                                                 | Anteriore: forcella telescopica / Posteriore: forcellone oscillante e monoammortizzatore progressivo (con sistema Pro-Link dal 1980)                                                 | Anteriore: forcella telescopica / Posteriore: forcellone oscillante e monoammortizzatore progressivo (con sistema Pro-Link dal 1980)                                                 |
| Freni                                                                         | Anteriore: doppio freno a disco da 280 mm / Posteriore: disco singolo | Anteriore: doppio freno a disco da 280 mm / Posteriore: disco singolo | Anteriore: doppio freno a disco da 280 mm / Posteriore: disco singolo | Anteriore: doppio freno a disco da 280 mm / Posteriore: disco singolo | Anteriore: doppio freno a disco da 280 mm / Posteriore: disco singolo |
| Pneumatici                                                                    | anteriore 3.50/4.50-16", posteriore 3.75/6.00-16" (1979); anteriore 3.50-18", posteriore 3.75/6.00-18" (1980-1981); anteriore 120/60-16", posteriore 160/70-18" (dal 1982)           | anteriore 3.50/4.50-16", posteriore 3.75/6.00-16" (1979); anteriore 3.50-18", posteriore 3.75/6.00-18" (1980-1981); anteriore 120/60-16", posteriore 160/70-18" (dal 1982)           | anteriore 3.50/4.50-16", posteriore 3.75/6.00-16" (1979); anteriore 3.50-18", posteriore 3.75/6.00-18" (1980-1981); anteriore 120/60-16", posteriore 160/70-18" (dal 1982)           | anteriore 3.50/4.50-16", posteriore 3.75/6.00-16" (1979); anteriore 3.50-18", posteriore 3.75/6.00-18" (1980-1981); anteriore 120/60-16", posteriore 160/70-18" (dal 1982)           | anteriore 3.50/4.50-16", posteriore 3.75/6.00-16" (1979); anteriore 3.50-18", posteriore 3.75/6.00-18" (1980-1981); anteriore 120/60-16", posteriore 160/70-18" (dal 1982)           |
| Altro                                                                         | | | | | |
| Note                                                                          | Dimensioni e peso relative alla versione 1981 | Dimensioni e peso relative alla versione 1981 | Dimensioni e peso relative alla versione 1981 | Dimensioni e peso relative alla versione 1981 | Dimensioni e peso relative alla versione 1981 |
| Fonte dei dati: Motociclismo d'Epoca 2/2002, pag. 103                         | | | | | |

## Modello Le Mans

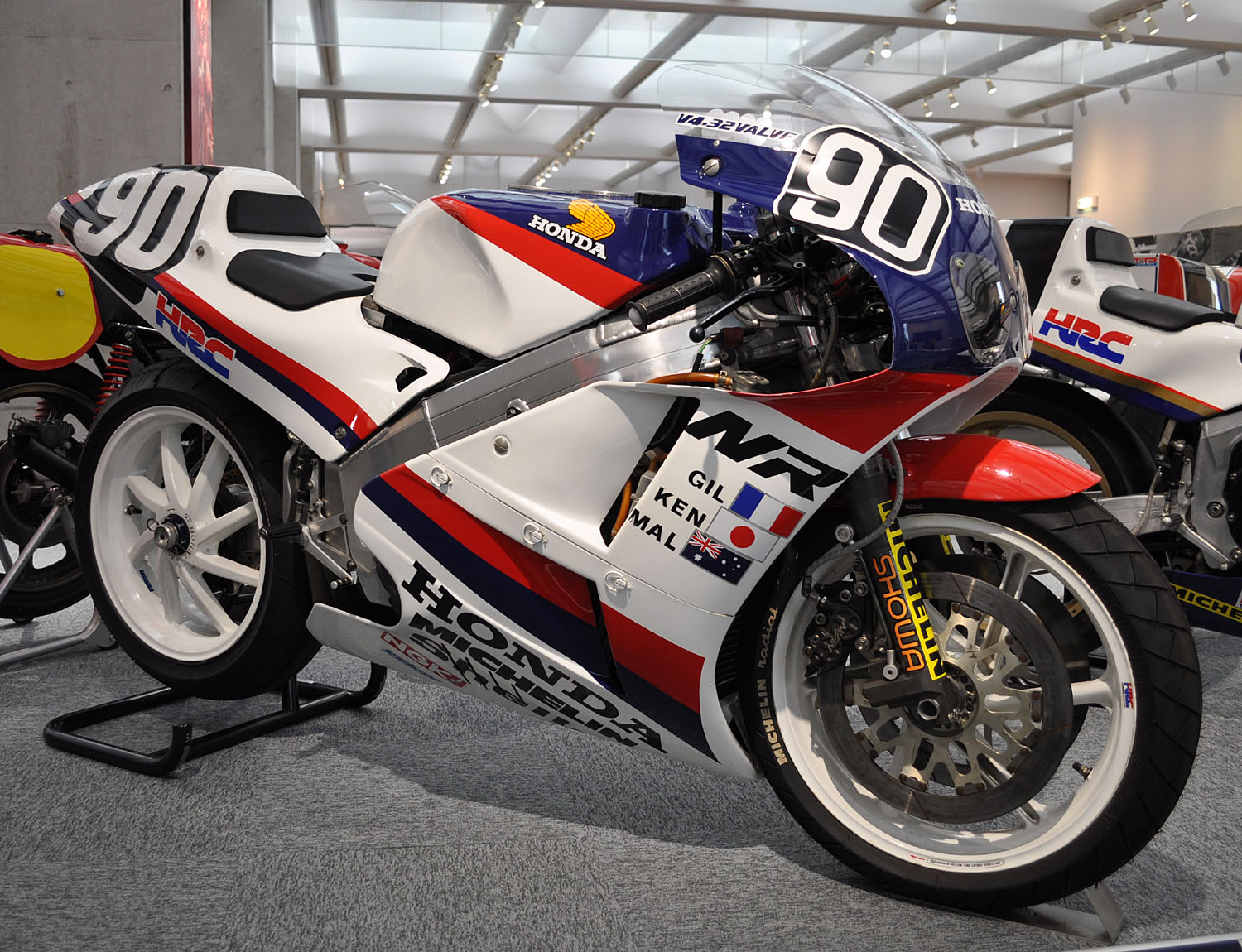
Honda NR 750 1987

Il progetto NR riapparve nel 1987 con una cilindrata di 750 cm³ e telaio della Honda VFR da Endurance, presentandosi alla 24 Ore di Le Mans del 1987, dove la NR 750, affidata all'equipaggio Malcolm Campbell-Gilbert Roy-Ken Nemoto, si qualificò con il secondo miglior tempo, ritirandosi dopo tre ore (mentre si trovava al terzo posto) per il cedimento di uno dei perni che fissavano il cappello della testa di una delle bielle. Campbell impiegò a fine 1987 una delle NR costruite per Le Mans nelle Swann Series, serie di gare australiane non iridate, vincendo la prima manche della prova svoltasi sul circuito di Calder Park.
Honda cercò anche di fare pressioni per l'introduzione del suo motore a 4 tempi di 750 cm³ nel Motomondiale classe 500 del 1987, al posto del 2 tempi (cosa alla quale si è giunti molti anni dopo), anche se la moto avrebbe pagato un gap prestazionale in confronto ai 2 tempi, considerando e paragonando le sue caratteristiche tecniche con quelle dei modelli 2 tempi.
Questa versione della moto è la più potente mai progettata dalla casa, con un motore quadricilindrico a V di 85°, capace di sviluppare 155 CV (114 kW) a 15.250 rpm e una coppia di 7,76 kgm (76,13 N·m) a 12.500 rpm, distribuzione governata a ingranaggi, esattamente come nel modello da motomondiale e nel futuro modello stradale, con un peso di soli 155 kg.

### Caratteristiche tecniche
| Caratteristiche tecniche - Honda NR750 - 1987                                             | Caratteristiche tecniche - Honda NR750 - 1987 | Caratteristiche tecniche - Honda NR750 - 1987 | Caratteristiche tecniche - Honda NR750 - 1987 | Caratteristiche tecniche - Honda NR750 - 1987 | Caratteristiche tecniche - Honda NR750 - 1987 |
| Dimensioni e pesi                                                                         | Dimensioni e pesi | Dimensioni e pesi | Dimensioni e pesi | Dimensioni e pesi | Dimensioni e pesi |
| ----------------------------------------------------------------------------------------- | --- | --- | --- | --- | --- |
| Ingombri (lungh.×largh.×alt.)                                                             | 2000 × 620 × 1080 mm | 2000 × 620 × 1080 mm | 2000 × 620 × 1080 mm | 2000 × 620 × 1080 mm | 2000 × 620 × 1080 mm |
| Altezze                                                                                   | Sella: mm - Minima da terra: 100 mm | Sella: mm - Minima da terra: 100 mm | Sella: mm - Minima da terra: 100 mm | Sella: mm - Minima da terra: 100 mm | Sella: mm - Minima da terra: 100 mm |
| Interasse: 1390 mm                                                                        | Interasse: 1390 mm | Massa a vuoto: 155 kg | Massa a vuoto: 155 kg | Serbatoio: 24 l | Serbatoio: 24 l |
| Meccanica                                                                                 | | | | | |
| Tipo motore: quattro cilindri a V di 85° quattro tempi                                    | Tipo motore: quattro cilindri a V di 85° quattro tempi | Tipo motore: quattro cilindri a V di 85° quattro tempi | Tipo motore: quattro cilindri a V di 85° quattro tempi | Raffreddamento: ad acqua | Raffreddamento: ad acqua |
| Cilindrata                                                                                | 748,7 cm³ (Alesaggio 106,9×46 × Corsa 41,9 mm) | 748,7 cm³ (Alesaggio 106,9×46 × Corsa 41,9 mm) | 748,7 cm³ (Alesaggio 106,9×46 × Corsa 41,9 mm) | 748,7 cm³ (Alesaggio 106,9×46 × Corsa 41,9 mm) | 748,7 cm³ (Alesaggio 106,9×46 × Corsa 41,9 mm) |
| Distribuzione: due alberi a camme in testa azionati da ingranaggi, 8 valvole per cilindro | Distribuzione: due alberi a camme in testa azionati da ingranaggi, 8 valvole per cilindro                                                                             | Distribuzione: due alberi a camme in testa azionati da ingranaggi, 8 valvole per cilindro                                                                             | Alimentazione: quattro carburatori Keihin doppio corpo a valvola piatta                                                                                               | Alimentazione: quattro carburatori Keihin doppio corpo a valvola piatta                                                                                               | Alimentazione: quattro carburatori Keihin doppio corpo a valvola piatta                                                                                               |
| Potenza: 155 CV (114 kW) a 15.250 giri/min                                                | Potenza: 155 CV (114 kW) a 15.250 giri/min | Coppia: 7,76 kgm (76,13 N·m) a 12.500 giri/min | Coppia: 7,76 kgm (76,13 N·m) a 12.500 giri/min | Rapporto di compressione: | Rapporto di compressione: |
| Frizione: multidisco a secco                                                              | Frizione: multidisco a secco | Frizione: multidisco a secco | Cambio: a 6 marce con comando a pedale, estraibile | Cambio: a 6 marce con comando a pedale, estraibile | Cambio: a 6 marce con comando a pedale, estraibile |
| Accensione                                                                                | elettronica con due candele per cilindro | elettronica con due candele per cilindro | elettronica con due candele per cilindro | elettronica con due candele per cilindro | elettronica con due candele per cilindro |
| Trasmissione                                                                              | primaria ad ingranaggi; secondaria a catena | primaria ad ingranaggi; secondaria a catena | primaria ad ingranaggi; secondaria a catena | primaria ad ingranaggi; secondaria a catena | primaria ad ingranaggi; secondaria a catena |
| Avviamento                                                                                | elettrico | elettrico | elettrico | elettrico | elettrico |
| Ciclistica                                                                                | | | | | |
| Telaio                                                                                    | doppio trave superiore scatolato in lega leggera con struttura a diamante                                                                                             | doppio trave superiore scatolato in lega leggera con struttura a diamante                                                                                             | doppio trave superiore scatolato in lega leggera con struttura a diamante                                                                                             | doppio trave superiore scatolato in lega leggera con struttura a diamante                                                                                             | doppio trave superiore scatolato in lega leggera con struttura a diamante                                                                                             |
| Sospensioni                                                                               | Anteriore: forcella telescopica Showa con antidive interno / Posteriore: forcellone monobraccio oscillante e monoammortizzatore Showa regolabile (sistema "Pro-Link") | Anteriore: forcella telescopica Showa con antidive interno / Posteriore: forcellone monobraccio oscillante e monoammortizzatore Showa regolabile (sistema "Pro-Link") | Anteriore: forcella telescopica Showa con antidive interno / Posteriore: forcellone monobraccio oscillante e monoammortizzatore Showa regolabile (sistema "Pro-Link") | Anteriore: forcella telescopica Showa con antidive interno / Posteriore: forcellone monobraccio oscillante e monoammortizzatore Showa regolabile (sistema "Pro-Link") | Anteriore: forcella telescopica Showa con antidive interno / Posteriore: forcellone monobraccio oscillante e monoammortizzatore Showa regolabile (sistema "Pro-Link") |
| Freni                                                                                     | Anteriore: a doppio disco flottante con pinze Nissin a quattro pistoncini / Posteriore: a disco con pinza a doppio pistoncino                                         | Anteriore: a doppio disco flottante con pinze Nissin a quattro pistoncini / Posteriore: a disco con pinza a doppio pistoncino                                         | Anteriore: a doppio disco flottante con pinze Nissin a quattro pistoncini / Posteriore: a disco con pinza a doppio pistoncino                                         | Anteriore: a doppio disco flottante con pinze Nissin a quattro pistoncini / Posteriore: a disco con pinza a doppio pistoncino                                         | Anteriore: a doppio disco flottante con pinze Nissin a quattro pistoncini / Posteriore: a disco con pinza a doppio pistoncino                                         |
| Pneumatici                                                                                | anteriore 120/60-17; posteriore 180/65-17 | anteriore 120/60-17; posteriore 180/65-17 | anteriore 120/60-17; posteriore 180/65-17 | anteriore 120/60-17; posteriore 180/65-17 | anteriore 120/60-17; posteriore 180/65-17 |
| Fonte dei dati: Motociclismo d'Epoca 7/2008, pag. 99                                      | | | | | |

## Modello stradale

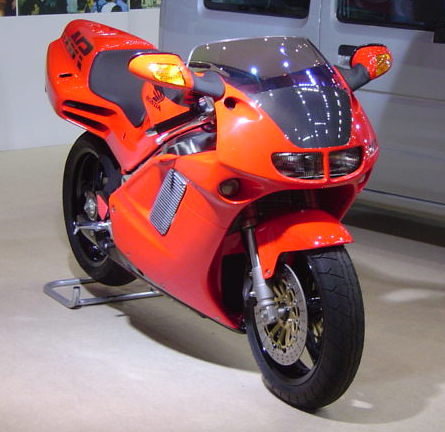
Honda NR 750

Esiti migliori vennero dalla NR 750 del 1992, un modello stradale di derivazione dal modello Le Mans a pistoni ovali, modificato con l'adozione del "controllore" di potenza dell'NR 500 sulla normale produzione di serie.
Questo modello entrò nel Guinness dei primati nel 1993, quando l'allora campione mondiale Loris Capirossi la guidò, stabilendo numerosi record di velocità sull'anello ad alta velocità di Nardò (Lecce, Italia), fra cui il chilometro da fermo (con velocità d'uscita a 299,825 km/h) ed i 10 chilometri con partenza da fermo (media 283,551 km/h).
Questa moto (versione stradale) è stata prodotta in 322 esemplari, dal costo di 100.000.000 di lire (£) del tempo, paragonabili a circa 60.000 euro (€) odierni; era dotata di un motore a quattro cilindri, sempre con pistoni ovali e con una distribuzione a 32 valvole.
Il motore della versione stradale NR 750 era capace di 125  CV (91,91 kW), in grado di spingere la moto, dal design molto particolare, alla soglia dei 260 km/h e questo senza l'adozione degli accorgimenti moderni come le valvole pneumatiche o l'iniezione elettronica intelligente PGM-FI.
Ma il motore non era l'unico punto a cui gli ingegneri e tecnici Honda avevano dedicato attenzione e cure: anche il forcellone monobraccio posteriore era stato sottoposto a particolari cure e lavorato a dovere, così come la forcella anteriore di diametro generoso e pluriregolabile e l'air-box in pressione, con prese sia direttamente sul cupolino che ai lati dello stesso.

### Caratteristiche tecniche
| Caratteristiche tecniche - Honda NR 750                                 | Caratteristiche tecniche - Honda NR 750 | Caratteristiche tecniche - Honda NR 750 | Caratteristiche tecniche - Honda NR 750 | Caratteristiche tecniche - Honda NR 750 | Caratteristiche tecniche - Honda NR 750 |
| ----------------------------------------------------------------------- | --- | --- | --- | --- | --- |
|                                                                         | | | | | |
| Dimensioni e pesi                                                       | | | | | |
| Ingombri (lungh.×largh.×alt.)                                           | 2085 × 700 × 1105 mm | 2085 × 700 × 1105 mm | 2085 × 700 × 1105 mm | 2085 × 700 × 1105 mm | 2085 × 700 × 1105 mm |
| Altezze                                                                 | Sella: 815 mm - Minima da terra: 115 mm - Pedane: 360 mm                                                                                     | Sella: 815 mm - Minima da terra: 115 mm - Pedane: 360 mm                                                                                     | Sella: 815 mm - Minima da terra: 115 mm - Pedane: 360 mm | Sella: 815 mm - Minima da terra: 115 mm - Pedane: 360 mm | Sella: 815 mm - Minima da terra: 115 mm - Pedane: 360 mm |
| Interasse: 1433 mm                                                      | Interasse: 1433 mm | Massa a vuoto: a vuoto 223 kg, in ordine di marcia 244 kg                                                                                    | Massa a vuoto: a vuoto 223 kg, in ordine di marcia 244 kg | Serbatoio: 17,3 l | Serbatoio: 17,3 l |
| Meccanica                                                               | | | | | |
| Tipo motore: Quadricilindrico a V 90°                                   | Tipo motore: Quadricilindrico a V 90° | Tipo motore: Quadricilindrico a V 90° | Tipo motore: Quadricilindrico a V 90° | Raffreddamento: a liquido | Raffreddamento: a liquido |
| Cilindrata                                                              | 747,7 cm³ (Alesaggio 101,2 mm × 50,6 × Corsa 42 mm)                                                                                          | 747,7 cm³ (Alesaggio 101,2 mm × 50,6 × Corsa 42 mm)                                                                                          | 747,7 cm³ (Alesaggio 101,2 mm × 50,6 × Corsa 42 mm) | 747,7 cm³ (Alesaggio 101,2 mm × 50,6 × Corsa 42 mm) | 747,7 cm³ (Alesaggio 101,2 mm × 50,6 × Corsa 42 mm) |
| Distribuzione: DOHC 8 valvole per cilindro                              | Distribuzione: DOHC 8 valvole per cilindro                                                                                                   | Distribuzione: DOHC 8 valvole per cilindro                                                                                                   | Alimentazione: iniezione elettronica, con corpi farfallati da 30 mm e due iniettori per cilindro                                                                 | Alimentazione: iniezione elettronica, con corpi farfallati da 30 mm e due iniettori per cilindro                                                                 | Alimentazione: iniezione elettronica, con corpi farfallati da 30 mm e due iniettori per cilindro                                                                 |
| Potenza: 125 CV (92 kW) a 14.000 rpm (alla ruota 115.8 CV a 14.500 rpm) | Potenza: 125 CV (92 kW) a 14.000 rpm (alla ruota 115.8 CV a 14.500 rpm)                                                                      | Coppia: 47,9 N·m 6,6 kgm a 11.000 rpm | Coppia: 47,9 N·m 6,6 kgm a 11.000 rpm | Rapporto di compressione: 11,7:1 | Rapporto di compressione: 11,7:1 |
| Frizione: multidisco a bagno d'olio                                     | Frizione: multidisco a bagno d'olio | Frizione: multidisco a bagno d'olio | Cambio: sequenziale a 6 marce (sempre in presa) 1st 2.666 (40/15); 2nd 2.125 (34/16); 3rd 1.777 (32/18); 4th 1.545 (34/22); 5th 1.381 (29/21); 6th 1.381 (29/21) | Cambio: sequenziale a 6 marce (sempre in presa) 1st 2.666 (40/15); 2nd 2.125 (34/16); 3rd 1.777 (32/18); 4th 1.545 (34/22); 5th 1.381 (29/21); 6th 1.381 (29/21) | Cambio: sequenziale a 6 marce (sempre in presa) 1st 2.666 (40/15); 2nd 2.125 (34/16); 3rd 1.777 (32/18); 4th 1.545 (34/22); 5th 1.381 (29/21); 6th 1.381 (29/21) |
| Accensione                                                              | computerizzata CDI | computerizzata CDI | computerizzata CDI | computerizzata CDI | computerizzata CDI |
| Trasmissione                                                            | finale a catena | finale a catena | finale a catena | finale a catena | finale a catena |
| Avviamento                                                              | elettrico | elettrico | elettrico | elettrico | elettrico |
| Ciclistica                                                              | | | | | |
| Telaio                                                                  | in alluminio a tripla sezione quadra e doppia canna                                                                                          | in alluminio a tripla sezione quadra e doppia canna                                                                                          | in alluminio a tripla sezione quadra e doppia canna | in alluminio a tripla sezione quadra e doppia canna | in alluminio a tripla sezione quadra e doppia canna |
| Sospensioni                                                             | Anteriore: forcella telescopica a steli rovesciati da 45 mm pluriregolabile "SHOWA" / Posteriore: monoammortizzatore pluriregolabile "SHOWA" | Anteriore: forcella telescopica a steli rovesciati da 45 mm pluriregolabile "SHOWA" / Posteriore: monoammortizzatore pluriregolabile "SHOWA" | Anteriore: forcella telescopica a steli rovesciati da 45 mm pluriregolabile "SHOWA" / Posteriore: monoammortizzatore pluriregolabile "SHOWA"                     | Anteriore: forcella telescopica a steli rovesciati da 45 mm pluriregolabile "SHOWA" / Posteriore: monoammortizzatore pluriregolabile "SHOWA"                     | Anteriore: forcella telescopica a steli rovesciati da 45 mm pluriregolabile "SHOWA" / Posteriore: monoammortizzatore pluriregolabile "SHOWA"                     |
| Freni                                                                   | Anteriore: doppio freno a disco da 310 mm / Posteriore: disco singolo da 220 mm                                                              | Anteriore: doppio freno a disco da 310 mm / Posteriore: disco singolo da 220 mm                                                              | Anteriore: doppio freno a disco da 310 mm / Posteriore: disco singolo da 220 mm                                                                                  | Anteriore: doppio freno a disco da 310 mm / Posteriore: disco singolo da 220 mm                                                                                  | Anteriore: doppio freno a disco da 310 mm / Posteriore: disco singolo da 220 mm                                                                                  |
| Pneumatici                                                              | anteriore 130/70 ZR 16; posteriore 180/55 ZR 17                                                                                              | anteriore 130/70 ZR 16; posteriore 180/55 ZR 17                                                                                              | anteriore 130/70 ZR 16; posteriore 180/55 ZR 17 | anteriore 130/70 ZR 16; posteriore 180/55 ZR 17 | anteriore 130/70 ZR 16; posteriore 180/55 ZR 17 |
| Prestazioni dichiarate                                                  | | | | | |
| Velocità massima                                                        | 257,3 km/h | 257,3 km/h | 257,3 km/h | 257,3 km/h | 257,3 km/h |
| Accelerazione                                                           | 11,4 secondi per 400 metri, velocità d'uscita 197,3 km/h s                                                                                   | 11,4 secondi per 400 metri, velocità d'uscita 197,3 km/h s                                                                                   | 11,4 secondi per 400 metri, velocità d'uscita 197,3 km/h s | 11,4 secondi per 400 metri, velocità d'uscita 197,3 km/h s | 11,4 secondi per 400 metri, velocità d'uscita 197,3 km/h s |
| Consumo                                                                 | 12,6 km/l | 12,6 km/l | 12,6 km/l | 12,6 km/l | 12,6 km/l |
| Fonte dei dati:                                                         | | | | | |